# Brachysomus
Brachysomus är ett släkte av skalbaggar som beskrevs av Carl Johan Schönherr 1823. Brachysomus ingår i familjen vivlar.

## Bildgalleri

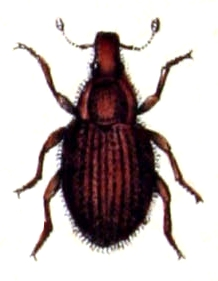
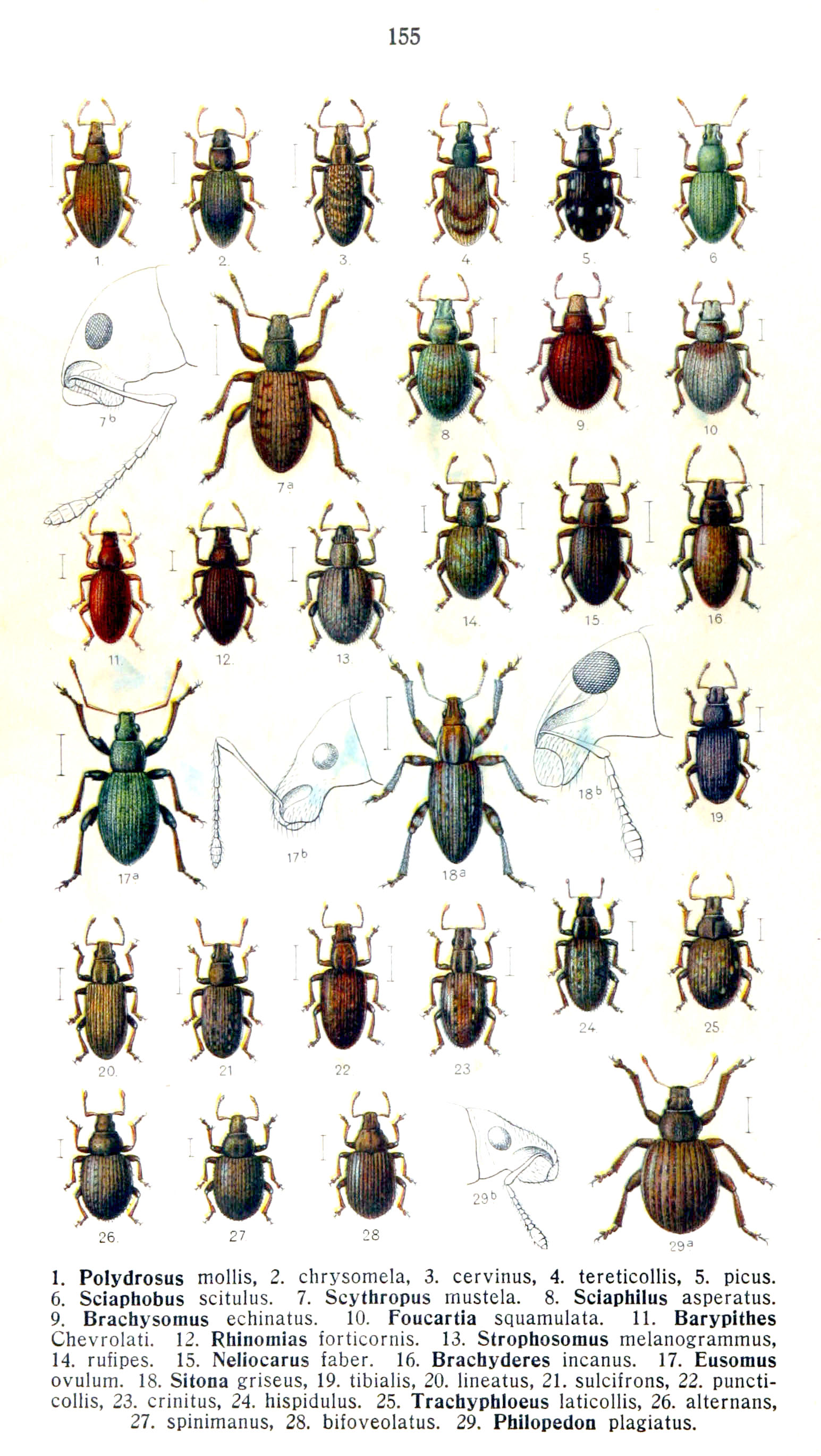
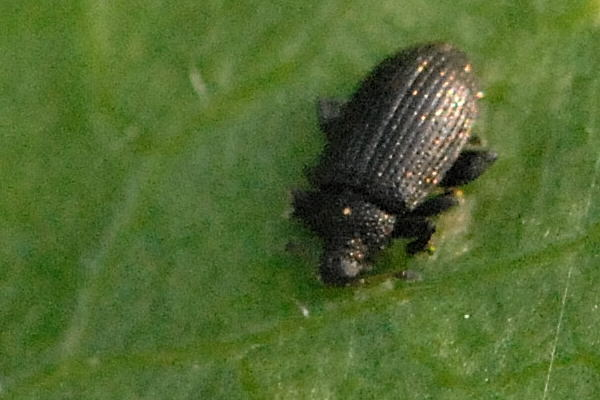

## Dottertaxa tillBrachysomus, i alfabetisk ordning[1][2]
- Brachysomus albanicus
- Brachysomus antoni
- Brachysomus aurosus
- Brachysomus banaticus
- Brachysomus bensai
- Brachysomus bonnairei
- Brachysomus breiti
- Brachysomus conicollis
- Brachysomus dispar
- Brachysomus echinatus
- Brachysomus elongatus
- Brachysomus fasciatus
- Brachysomus frivaldszkyi
- Brachysomus hirsutulus
- Brachysomus hirtus
- Brachysomus hispidulus
- Brachysomus hispidus
- Brachysomus karamani
- Brachysomus kubanensis
- Brachysomus lateralis
- Brachysomus lepidotus
- Brachysomus lethierryi
- Brachysomus mihoki
- Brachysomus milleri
- Brachysomus moczarskii
- Brachysomus nigrotibialis
- Brachysomus ochraceus
- Brachysomus oertzeni
- Brachysomus ornatus
- Brachysomus ponticus
- Brachysomus pruinosus
- Brachysomus rumelicus
- Brachysomus scaber
- Brachysomus scabriculus
- Brachysomus serbicus
- Brachysomus seriehirsutus
- Brachysomus setiger
- Brachysomus setulosus
- Brachysomus solarii
- Brachysomus strawinskii
- Brachysomus styriacus
- Brachysomus subnudus
- Brachysomus sulcirostris
- Brachysomus transsylvanicus
- Brachysomus vaulogeri
- Brachysomus villosulus
- Brachysomus zellichi